# فرمان إف 170 جابيرو
فرمان إف 170 جابيرو (بالإنجليزية: Farman F.170 Jabiru)‏ هي طائرة رحلات، ذات محرك واحد طورت من طائرة إف 121 جابيرو. أنتجت في 1925 بفرنسا. من صناعة فارمان للطائرات. كان أول طيران لها في 1925. صنع منها 18 طائرة.